# مصفاة راس تنورة
مصفاة رأس تنورة، هي أول مصفاة نفط في المملكة العربية السعودية، وأحد أكبر مصافي النفط في العالم والأكبر على مستوى الشرق الأوسط، تم إنشاؤها في عام 1948م.

## السعة التكريرية
تدرجت سعتها وقدرتها التكريرية إلى أن وصلت لأكثر من 550 ألف برميل يوميًا.